# Tinh tinh Oliver
Oliver (sinh: khoảng năm 1958 – chết: ngày 2 tháng 6 năm 2012) là tên của một con tinh tinh biểu diễn giải trí được công chúng đặt biệt danh là "tinh tinh người" do diện mạo tương đối giống người và có khả năng đứng thẳng bằng hai chân. Mặc dù với các đặc điểm hình thái và hành vi khác thường, Oliver được các nhà khoa học xác minh rằng không phải là một cá thể lai giữa người và tinh tinh.

## Thời gian đầu đời
Nhiều khả năng Janet Berger đã tìm thấy chú tinh tinh ở Congo. Họ cũng tin rằng đây là một sinh vật giống người, có thể là lai giữa người và tinh tinh vì hình dạng bề ngoài và những thói quen khác thường của Oliver. Cụ thể, ngoài việc sở hữu khuôn mặt phẳng hơn đồng loại, Oliver còn có tần suất đi đứng bằng hai chân thay vì đi trên các đốt ngón tay thường xuyên hơn nhiều so với các cá thể khác (cho đến khi nó bị viêm khớp). Mặt khác, Oliver cũng bộc lộ xu hướng có cảm tình với phụ nữ hơn là với những con tinh tinh cái khác. Trong một chương trình của kênh Discovery Channel ngày 16 tháng 12 năm 2006, Janet Berger cho biết Oliver bắt đầu thích ở gần bà hơn khi được 16 năm tuổi.

## Enchanted Village và những cơ sở khác (1977–1989)
Vào năm 1977, ông chủ Michael Miller đã giao Oliver lại cho Ralph Jackson, đối tác làm ăn trong công viên giải trí có tên Enchanted Village ở Buena Park, California. Khi Enchanted Village đóng cửa cùng năm đó, Jackson chuyển sang dự án mới là Gentle Jungle và tiếp tục đưa Oliver ra biểu diễn. Gentle Jungle chuyển địa điểm vài lần và cuối cùng đóng cửa vào năm 1982. Tờ Los Angeles Times ra một bài viết về Oliver, gọi con tinh tinh này là một loài mới phát hiện. Oliver sau đó được chuyển tới Trung tâm huấn luyện động vật hoang dã ở Riverside, bang California, thuộc sở hữu của Ken Decroo. Tới năm 1985, Decroo giao bán Oliver. Huấn luyện viên cuối cùng sở hữu Oliver là Bill Rivers, ông cũng cho biết Oliver kém hòa đồng với các cá thể tinh tinh khác.

## Công ty Buckshire (1989–1998)
Oliver tiếp tục được bán lại cho công ty Buckshire vào năm 1989. Công ty có trụ sở ở Pennsylvania này chuyên buôn lậu động vật cho các thí nghiệm khoa học hoặc làm mỹ phẩm. Oliver không được sử dụng trong thí nghiệm, nhưng chín năm bị giam nhốt trong một chiếc cũi nhỏ đã khiến cho chú tinh tinh mắc chứng teo cơ, tứ chi run rẩy. Năm 1996, Sharon Hursh, chủ tịch của Buckshire, bị khu bảo tồn động vật Primarily Primates bang Texas tố cáo, từ đó giúp giải cứu cho 13 con tinh tinh đang bị nhốt trong chuồng.

## Primarily Primates (1998–2012)
Năm 1998, Oliver đã được chuyển tới trung tâm Primarily Primates do Wallace Swett thành lập vào năm 1978. Tại thời điểm này, Oliver đã già đi, thị lực giảm và bị viêm khớp. Chú tinh tinh được các nhân viên nuôi trong một lồng lớn.
Năm 2006, Oliver được Lee Theisen-Watt, chuyên gia phục hồi và trị liệu động vật hoang dã, chăm sóc. Bà là giám sát viên của Primarily Primates trong thời gian chính quyền bang Texas tìm người quản lý chính thức cho trung tâm này.
Ngày 27 tháng 4 năm 2007, Texas thông qua quyết định trong đó thay thế Lee Theisen-Watt bằng một ban quản lý mới do Eric Turton và Priscilla Feral lãnh đạo. Cựu giám đốc Wallace Swett bị sa thải và bị cấm hoạt động trong ngành vô thời hạn.
Oliver tiếp tục được chăm sóc tới khi chết trong khu bảo tồn của trung tâm sau những cải chế cùng những nhân viên quản lý mới.

## Cái chết
Oliver sống những năm cuối cùng với một con tinh tinh cái có tên Raisin. Con tinh tinh này được nuôi cùng làm bạn từ khi sức khỏe Oliver suy yếu, cơ bị teo như đã đề cập ở trên. Tin tức cũng như hình ảnh về chú tinh tinh được nhân viên chăm sóc đăng tải lên mạng trực tuyến để công chúng theo dõi. Bên cạnh đó, Oliver được cho tham gia vào các hoạt động phục hồi thể trạng như luyện sức lực bằng cách nghiền nát dưa hấu, hay thậm chí là vẽ tranh. Oliver cũng được tiếp xúc gần với môi trường thiên nhiên hơn trong những năm cuối cùng. Ngày 2 tháng 6 năm 2012, tinh tinh Oliver được phát hiện đã chết một cách thanh thản trong khi đang ngủ ở tuổi 55. Stephen René Tello, giám đốc của Primarily Primates, thông báo rằng Oliver đã được hỏa táng và phần tro được mang rải trong khuôn viên trung tâm bảo tồn.

## Kiểm tra di truyền học
Năm 1996, trong khoảng thời gian Oliver bị nuôi nhốt tại công ty Buckshire, một chuyên gia di truyền học từ Đại học Chicago đã thí nghiệm kiểm tra DNA của con tinh tinh này. Kết quả cho thấy Oliver có 48 nhiễm sắc thể như mọi con tinh tinh bình thường khác, bác bỏ con số 47 trong một tuyên bố trước đó (số nhiễm sắc thể của người là 46). Một nghiên cứu độc lập khác về giải phẫu sọ, hình dạng tai, những vết tàn nhang và mức độ hói tóc của Oliver cũng cho ra kết quả khớp với các số liệu của một con tinh tinh bình thường. Tương tự, nghiên cứu di truyền học công bố trên tờ American Journal of Physical Anthropology (báo Nhân học hình thể Hoa Kỳ) kết luận DNA ty thể của Oliver gần khớp với phân loài tinh tinh phân bố ở Congo, Gabon và một số vùng khác thuộc Trung Phi, nơi mà nó được tìm thấy.
Tuy vậy, kết quả chi tiết DNA không được công bố. Những yêu cầu giám định khoa học trên cơ thể Oliver trước và sau khi nó qua đời đều bị từ chối, Primarily Primates, với những điều luật riêng, cho rằng những yêu cầu trên là "mượn lý do khám nghiệm để tìm hiểu môi trường sống" (của chú tinh tinh).